# Speicher AR
| AR ist das Kürzel für den Kanton Appenzell Ausserrhoden in der Schweiz. Es wird verwendet, um Verwechslungen mit anderen Einträgen des Namens Speicher zu vermeiden. |

Speicher ist eine politische Gemeinde im Mittelland des Kantons Appenzell Ausserrhoden in der Schweiz.

## Geographie
Speicher liegt im Appenzellerland an der Bahnstrecke Appenzell–St. Gallen–Trogen der Appenzeller Bahnen, etwa sieben Kilometer südöstlich von St. Gallen und zwei Kilometer nordwestlich von Trogen. Speicher grenzt an den Kanton St. Gallen sowie an die Ausserrhoder Gemeinden Teufen, Bühler, Trogen und Rehetobel. Zur politischen Gemeinde Speicher gehört auch die Speicherschwendi, eine etwas tiefer gelegene Ortschaft. Speicher liegt auf 936 m ü. M., wobei sich der tiefste Punkt auf 566 und der höchste auf 1084 m ü. M. befindet. Das Gemeindegebiet Speichers beträgt 819 Hektaren, wovon 157 besiedelt sind. 427 ha sind landwirtschaftliche und 230 ha bestockte Flächen, 5 ha sind unproduktiv.

## Geschichte

Luftbild von 1923 aus 200 m Höhe von Walter Mittelholzer

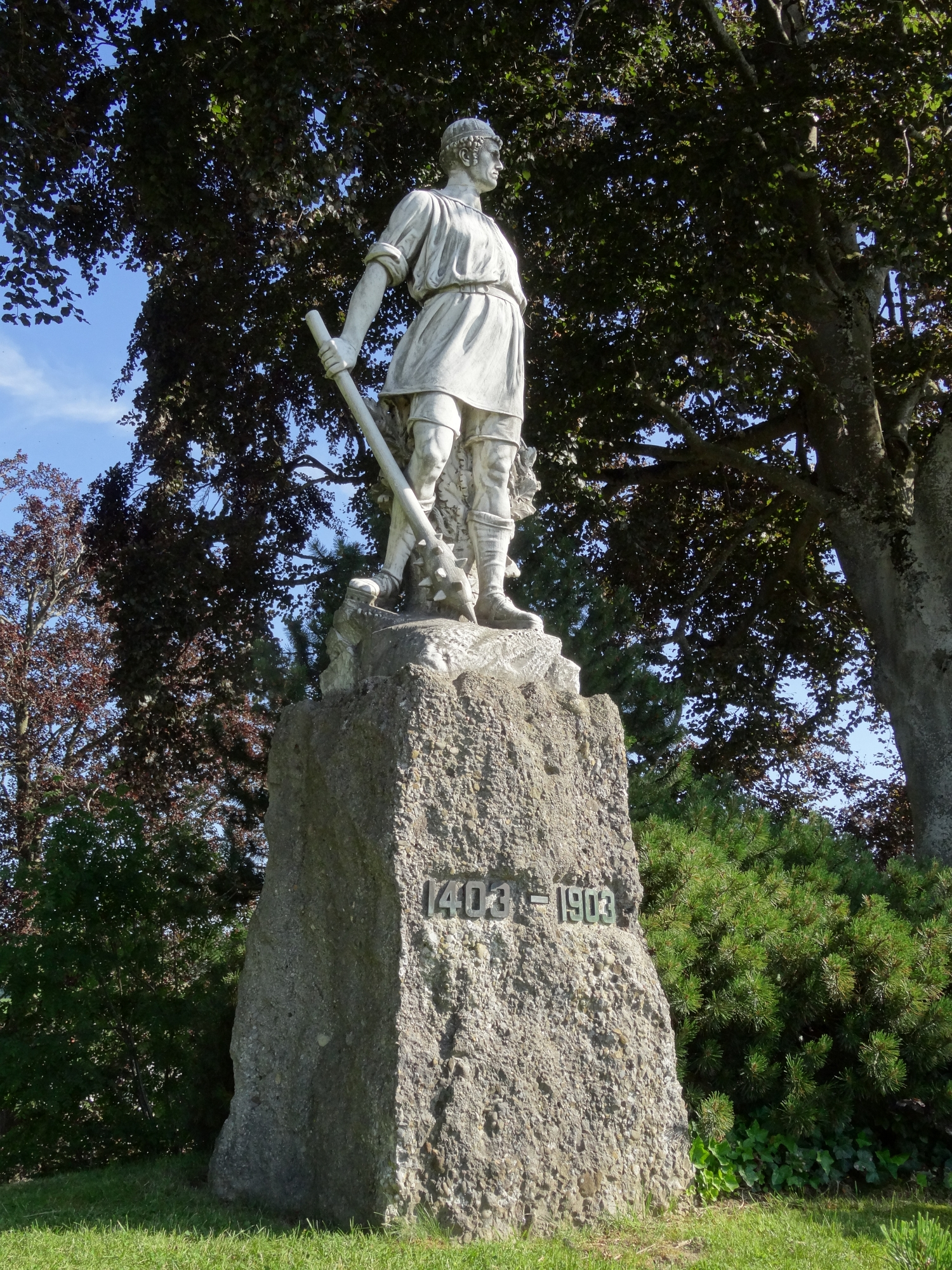
Schlachtdenkmal auf der Vögelinsegg von Otto Steiger

Der Name Speicher entstand im Mittelalter, während der Hochblüte des Klosters St. Gallen. Erstmals urkundlich erwähnt wurde der Ort im 13. Jahrhundert als «Speycher». Damals stand bei der heutigen Dorfkirche ein Kornspeicher des Klosters.
Zwischen den Appenzeller Bauern und dem Städtebund (u. a. mit der Stadt St. Gallen) fand unterhalb der Vögelinsegg und oberhalb des Hofs Loch 1403 die erste wichtige Schlacht der damit begonnenen Appenzellerkriege statt. Die zu allem entschlossenen Bauern konnten diese erste militärische Herausforderung für sich entscheiden; sie täuschten mit einem listigen Ablenkungsmanöver den Gegner. Ein Schlacht-Denkmal wurde 1903 erstellt. Es stellt einen mahnenden Appenzeller Bauern mit Morgenstern dar. Er späht in Richtung der nahen Stadt St. Gallen und thront auf der Krete der Vögelinsegg.
Vor der Reformation gehörte Speicher zur St. Galler Kirchgemeinde St. Laurenzen. Ab 1525 bekannte sich die Gemeinde zum evangelisch-reformierten Glauben und wurde ab 1603 im Linsenbühl St. Gallen kirchgenössig. Mit dem Kirchenbau 1614 wurde Speicher eine autonome Gemeinde. Die heutige evangelische Kirche ist 1810 eingeweiht worden. 1882 wurde eine kleine Kirche für die katholische Diaspora erbaut; 1974 konnte das Pfarreizentrum Bendlehn eingeweiht werden. Die katholische Kirchgemeinde umfasst Speicher, Trogen und Wald.
Speicher galt noch im ersten Drittel des 17. Jahrhunderts als arm und spärlich bevölkert, was sich jedoch durch die Textilindustrie rasant änderte. Die Textilindustrie wuchs ab 1638 massgeblich und wurde dadurch für gut 250 Jahre das wirtschaftliche Rückgrat der Gemeinde. Während der Hochblüte der Industrialisierung, um 1870, waren rund 3000 Personen in rund 660 Haushalten registriert. Der Niedergang der Textilindustrie ab etwa 1920 führte zu einer Abwanderung. Ab Ende des Zweiten Weltkriegs stieg die Bevölkerungszahl wieder leicht an, denn zeitgleich begannen auch andere Wirtschaftszweige in Speicher – darunter Metall- und Kunststoffverarbeitung sowie der Kurtourismus – an Bedeutung zu gewinnen. Als Kurort, der ab dem Jahre 1900 Gäste angelockt hatte, erlangte Speicher erst dann grössere Bekanntheit. Die Gemeinde wurde daraufhin als Destination so beliebt, dass sie im Jahr 1967 als offizieller Kurort anerkannt wurde.
Zum Gedenken an die Schlacht bei Vögelinsegg vor 500 Jahren fand 1903 ein Erinnerung-Freilichtspiel statt. Zu diesem Anlass wurde auch die Trogenerbahn eingeweiht. Als elektrifizierte Strassenbahn von St. Gallen nach Trogen ermöglichte sie Speicher ein erneutes, bedeutendes Wachstum. Seit der Eröffnung des Ruckhaldetunnels 2018 verkehren die Züge auf der Durchmesserlinie durchgehend von Appenzell über St. Gallen bis Trogen. Die gute verkehrstechnische Erschliessung ist ein Grund dafür, dass Speicher als Wohnort beliebt ist.
Seit 2009 ist Speicher eine sogenannte Energiestadt. Nach Herisau war Speicher die zweite Gemeinde in Appenzell Ausserrhoden, der dieser Titel zuerkannt wurde. Das Label bezeugt, dass die Gemeinde sich für eine effiziente Energienutzung, erneuerbare Energien, umweltverträgliche Mobilität sowie Klimaschutz einsetzt. Die Gemeinde wird dabei von einem Energiestadtberater unterstützt.

### Bevölkerungsentwicklung
| Jahr      | 1850 | 1870 | 1888 | 1900 | 1920 | 1941 | 1960 | 1980 | 1990 | 2000 | 2010 | 2020 |
| Einwohner | 2685 | 3147 | 3038 | 3041 | 3083 | 2137 | 2778 | 3484 | 3789 | 3853 | 4027 | 4434 |

## Politik
Seit 2018 ist Paul König Gemeindepräsident der Gemeinde Speicher (Stand Februar 2024). Speicher verfügt über einen siebenköpfigen Gemeinderat unter der Leitung des Gemeindepräsidenten. Der Rat wird für eine vierjährige Amtszeit von den Einwohnern im Majorzverfahren bestimmt. Der Gemeinderat ist ein politisches Organ der Exekutive und kümmert sich im Rahmen seiner Kompetenzen um die laufenden Geschäfte der Gemeinde. Es gibt auf Gemeindeebene keine begrenzte Anzahl Amtszeiten. Die aktuelle Zusammensetzung des Gemeinderats ist auf der Webseite der Gemeinde abrufbar.
Aufgrund der Einwohnerzahl darf Speicher fünf Personen im Kantonsrat in Herisau stellen, der die Legislative des Kantons bildet. Die Personen werden im Majorzverfahren von den Einwohnern für eine Amtszeit von vier Jahren bestimmt. Die Kantonsräte vertreten die Interessen der Gemeinde auf kantonaler Ebene. Die aktuellen Vertretungen aller Gemeinden sind auf der Webseite des Kantonsrats verzeichnet.
Als eine von vier Ausserrhoder Gemeinden hat Speicher das Stimm- und Wahlrecht für Ausländer eingeführt. Das bedeutet, dass Personen ohne Schweizer Pass auf kommunaler Ebene gleichberechtigt politisch mitbestimmen dürfen, sofern sie einige vom Kanton gestellte Bedingungen erfüllen (10 Jahre Wohnsitz in der Schweiz, 5 Jahre Wohnsitz in Appenzell Ausserrhoden, aktueller Wohnsitz in Speicher).

## Wirtschaft und Infrastruktur
4 Prozent der Speicherer Bevölkerung ist noch in der Land- und Forstwirtschaft tätig. Betrieben wird vor allem Viehzucht. Seit 1910 wird die Alp Santmaregg in der Gemeinde Urnäsch zur Sömmerung des Viehs genutzt. Die Land- und Alpwirtschaftliche Genossenschaft Speicher führt einen Landi-Laden, sie kümmert sich um Förderung und Weiterbildung der Landwirte – und sie stellt einen Gemeinderat.
Im Juni 2022 hatten über 120 Firmen verschiedener Wirtschaftszweige einen Sitz in Speicher. Die Ersparniskasse Speicher wurde 1819 als Stiftung gegründet. Sie ist die älteste Bank im Kanton Appenzell Ausserrhoden, zudem eine der kleinsten Banken der Schweiz.

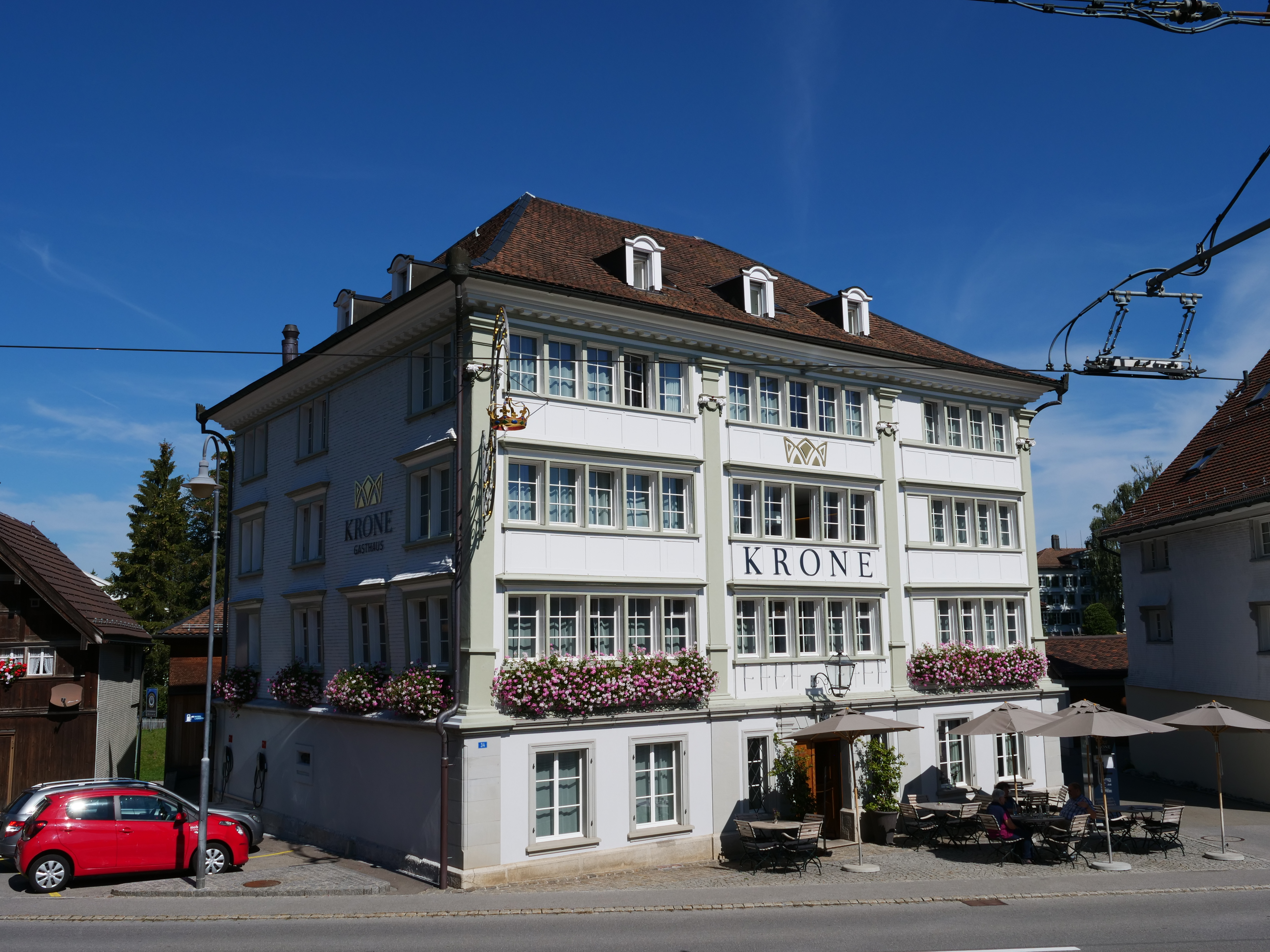
Das Gasthaus Krone

In Speicher gab es zeitweise bis zu 45 Gast- und Wirtshäuser, heute sind es noch 15 (Stand 2022). Das Gebäude des Spycher-Stöbli (bis 1841 Wirtschaft zur Sonne) wurde im 17. Jahrhundert gebaut und 1745/1746 an seine heutige Stelle «verschoben», weil man an die ursprüngliche Stelle das Haus des Landammans Zuberbühler bauen wollte. 1820 wurde die Sonnengesellschaft im Wirtshaus gegründet, es war für einige Zeit auch ihr Stammlokal. 1841 schloss das Wirtshaus für mehr als 100 Jahre, wurde ab 1950 zu einer Bäckerei und ab 1976 zum Café Spycher-Stöbli. Ein weiteres, alteingesessenes Wirtshaus ist die Krone. Sie wurde 1690 erbaut und hiess damals noch Wirtshaus und Bäckerei zum Adler. Sein heutiges Aussehen und den Namen Krone erhielt das Haus etwa 1830. Es diente zeitweise auch als Postbüro und als Tagungsort der Sonnengesellschaft. 2015 wurde die Krone umfassend renoviert und wird seither als Hotel und Restaurant betrieben.
Für Speicher ist vor allem die Textilindustrie von Bedeutung. Ab dem zweiten Drittel des 17. Jahrhunderts wurde in Speicher zunehmend mit Textilien – zunächst mit Leinwand, später mit Mischgeweben und Baumwollprodukten – gehandelt. Dies verhalf der Gemeinde zu mehr Wohlstand. Seit dem 19. Jahrhundert waren Stickereien wichtige (Export-)Güter. Die Gebrüder Jacob und Matthias Schläpfer, zusammen mit ihrem Neffen Johannes Schläpfer-Gonzenbach, begannen im Jahr 1750 mit ihrer Unternehmung, Textilfernhandel zu betreiben. Sie verkauften die Textilien der Familien Zellweger (Trogen) und Wetter (Herisau) im Ausland, vorwiegend in Italien. Durch sie wurde Speicher als Handelsort so zentral, dass um 1780 bis zu 120 Fabrikanten tätig waren. 1837 ist eine Jacquardfabrik nachgewiesen, und 1846 sind 30 Web- und 27 Stickfabrikanten verzeichnet. Von 1836 bis 1843 wurde im Ortsteil Speicherschwendi eine Seidenraupenzucht betrieben. Mitte des 19. Jahrhunderts war Speicher zusammen mit der Nachbargemeinde Trogen die reichste Gemeinde im Appenzellerland.
Textilunternehmen von Speicher:
- Schefer & Cie wurde 1883 von Hans Ulrich Schefer gegründet. Die Firma war in der Feinweberei tätig und besonders für ihre Plattstichweberei bekannt. Trotz der Weltkriege und Krisen zu Beginn des 20. Jahrhunderts überdauerte der Betrieb. Er beschäftigte zeitweise bis zu 200 Personen. Durch die mehrheitlich maschinelle Arbeit war es dem Unternehmen möglich, sich schnell der Nachfrage anzupassen. Als eines der ersten Unternehmen der Region stellte die Firma ihren Angestellten Arbeiterwohnungen zur Verfügung.[6] Ende der 1960er-Jahre begann die Schweizer Textilindustrie aufgrund der preiswerteren, ausländischen Konkurrenz zu schrumpfen.[23] 1980 wurde die Schefer & Cie schliesslich von der Teufner Weberei Schläpfer & Co aufgekauft.[6]
- Trèfle: Firmengründer Oscar Rohrer stellte ab 1938 feine Herrensocken her. Auch er hatte den Ruf als sozialer Arbeitgeber. Während des Zweiten Weltkriegs war es schwierig, an Ressourcen zu gelangen, doch die Firma konnte sich über Wasser halten. Nach Kriegsende erfolgte die Herstellung des Luxusprodukts vollautomatisch. Die Firma hiess von 1948 an Oscar Rohrer AG. 1982 wurde sie mangels Nachfolge in der eigenen Familie an Otmar Bachmann weiterverkauft. Sie wurde 1991 liquidiert. Die Maschinen gingen in die Türkei.[6]
- Die Scherlerei Tanner war die grösste mechanische Scherlerei der Schweiz. Sie veredelte die fertigen Stickereien und Webereien, indem sie die überschüssigen Fäden auf- oder abschnitt. 1915 wurde das Unternehmen in Trogen gegründet und 1936 nach Speicher verlegt. 2008 wurde die Firma an einen in Trogen wohnhaften Besitzer verkauft. Dadurch konnte das Unternehmen sein Überleben sichern. Es ist das einzige, alteingesessene Textilunternehmen von Speicher, das es bis heute noch gibt (Stand 2024).[6]
- Akris betreibt in Speicher einen Standort. 1981 kaufte der Sohn Max der Akris-Gründerin Alice Kriemler-Schoch eine Fabrikliegenschaft, um die für die Kleidung verwendeten Stoffe zu lagern. Das ehemalige Aussenstoffhandelsgebäude ist seit 1995/96 ein Logistikzentrum,[6] das jedes Jahr für kurze Zeit weltweit nicht verkaufte Artikel vergünstigt in Speicher verkauft.

### Medien
Das Gemeindeblatt Speicher erscheint 11-mal im Jahr in einer Auflage von 2350 Exemplaren (Stand 2024) und wir gratis an alle Haushaltungen verteilt. Die Redaktionsleitung liegt bei der Gemeinde Speicher, hergestellt wird es von der Druckerei Lutz.

### Bildung

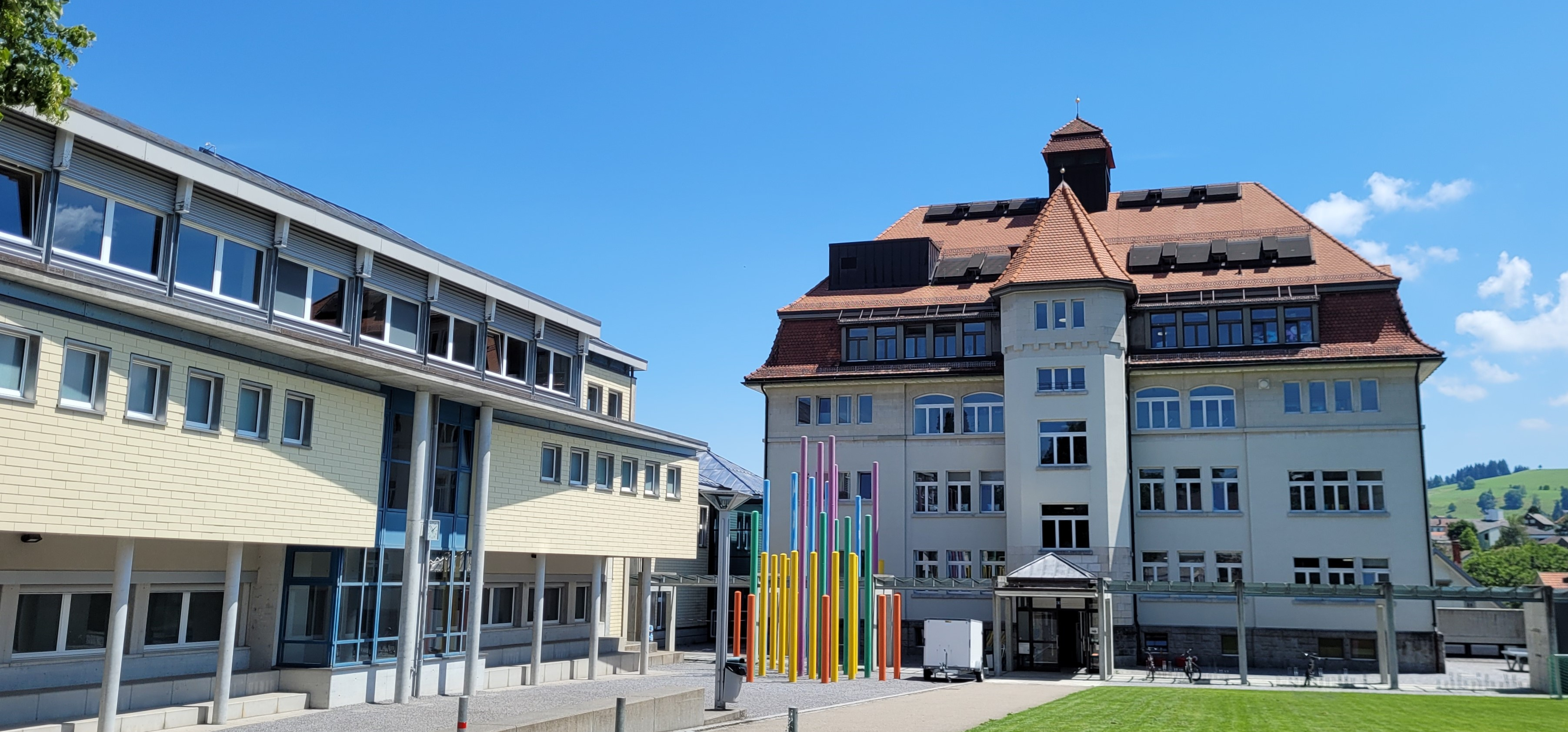
Zentralschulhaus und Turnhalle Speicher AR

Die ersten Lehrer in Speicher waren Geistliche, welche die Schüler im Pfarrhaus unterrichteten. Im Jahr 1705 wurde das erste Schulhaus im «Moos» errichtet. Zu Beginn des 19. Jahrhunderts wurde das Wirtshaus Hirschen zu einem Schulraum umgenutzt. 1828 erbaute man ein weiteres Schulhaus in der Erlen, da bereits über 100 Kinder den Unterricht besuchten. 1843 kam das Dorfschulhaus dazu. Die Schule war damals Pflicht bis zum 12. Lebensjahr. 1909 wurde das Zentralschulhaus im «Schupfen» eingeweiht, das heute der Sekundarschule dient. Nach 1945 war ein starker Schüleranstieg erkennbar. 1953 gab es über 300 Schüler. Das «Buchenschulhaus», das als heutige Primarschule dient, wurde 1970 bezogen. Auch im Ortsteil Speicherschwendi gab es 1709 schon eine Schule, 1763 das erste Schulhaus. Dieses musste nach einem Brand 1971 saniert werden.
Im Jahr 2000 führte die Sekundarschule Speicher sogenannte «Stammklassen» ein, in denen in unterschiedlichen Niveaus unterrichtet wird. Infolge Platzmangels wurde das Zentralschulhaus 2011 um einen Ergänzungsbau erweitert. Heute hat Speicher insgesamt fünf Kindergärten, wovon einer ein Waldkindergarten ist. Nach dem achten oder neunten Schuljahr ist es den Jugendlichen möglich, ans Gymnasium, die Kantonsschule Trogen, zu wechseln oder eine Lehre zu machen.

### Öffentliche Einrichtungen

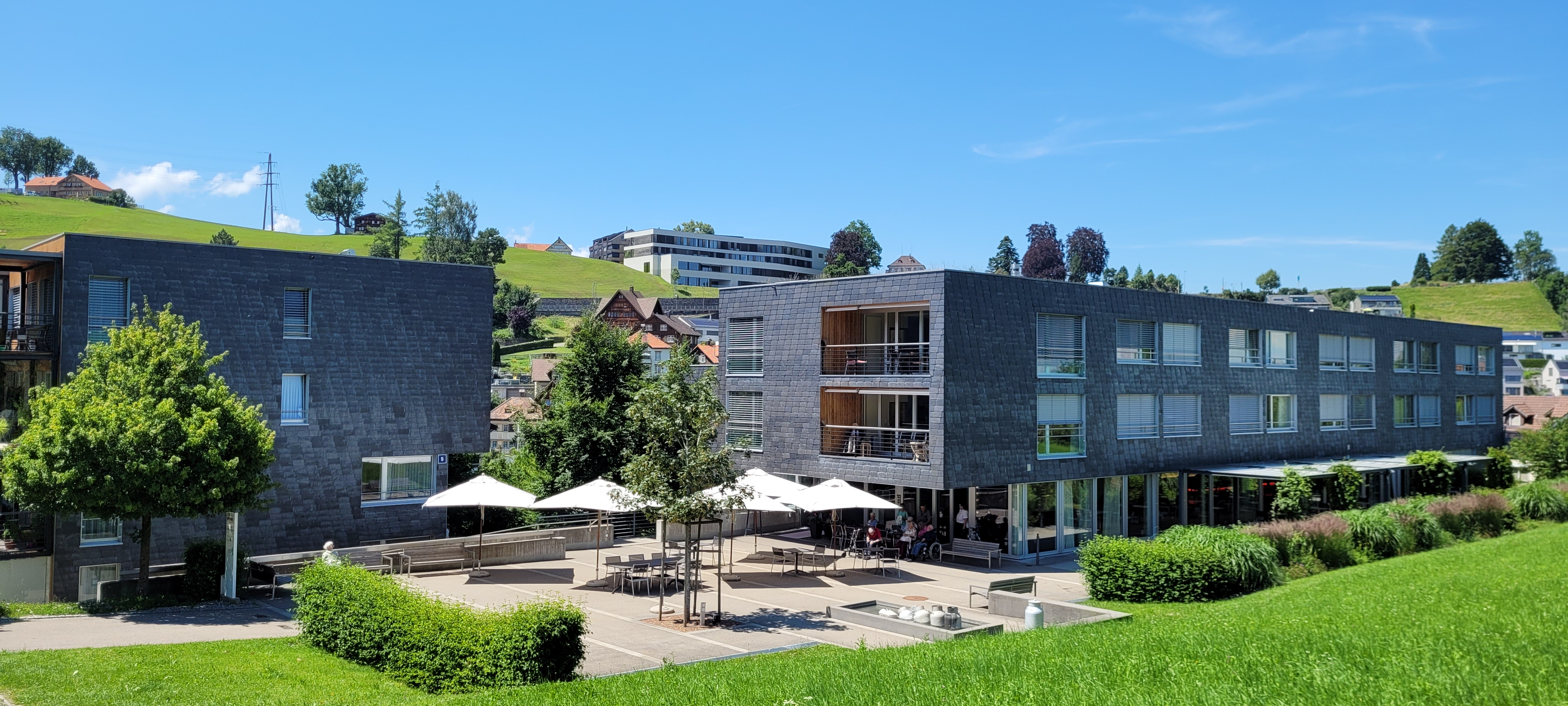
Seniorenresidenz Hof Speicher, Speicher AR

Ein erstes Waisenhaus wurde im Jahre 1628 gebaut. Aufgrund der Hungersnot von 1770–1772 wurde das Gebäude im Jahr 1799 zu einem Waisen- und Armenhaus umfunktioniert. An der gleichen Stelle wurde 1852/1853 ein neues Waisenhaus erbaut, das Armenhaus wurde umgesiedelt. Die Anstalt war bei ihrer Gründung das zweite Kinderheim des Kantons. Als die Waisenanstalt 1942 geschlossen wurde, funktionierte man den Bau zum «Schweizerischen Hilfswerk für Emigrantenkinder» um. Heute ist das Waisenhaus ein Wohnhaus im Gemeindebesitz.
Das Haus im «Schönenbühl» gelangte 1861 in den Besitz der Gemeinde Speicher, die darin ein Armenhaus einrichtete. Die Bewohner betrieben Landwirtschaft, um etwas zu ihrem Lebensunterhalt beizusteuern. Ab 1928 hiess die Institution «Bürgerheim». Als mit der Einführung der AHV die Zahl der Bedürftigen sank, wandelte sich das Haus in ein Altersheim. Ab etwa dem Jahr 2000 konnte das Heim kaum noch wirtschaftlich betrieben werden, per 2008 erfolgte die Schliessung. Das Haus im «Schönenbühl» ist heute ein Ferien- und Gruppenhotel.
Als Ersatz wurde das Alterszentrum im «Zaun» unterhalb der Kirche gebaut. Der «Hof Speicher», der seit Juli 2006 in Betrieb ist, ist Pflegeheim und Seniorenresidenz mit Alterswohnungen. Er umfasst drei Häuser in der Nähe des Dorfzentrums. Im Hauptgebäude befinden sich zusätzlich ein Restaurant sowie das Museum für Lebensgeschichten.
Die Berit Klinik in Speicher wurde 2016 eröffnet und zum Hauptsitz der Berit Kliniken erklärt (früherer Standort: Niederteufen). Diese sind auf Orthopädie und Wirbelsäulenchirurgie spezialisiert. Am Ort der Berit-Klinik befand sich früher das Kurhaus Beutler. Ab 1931 hatte hier die Naturärztin Frieda Beutler-Kauderer gewirkt und das Kurhaus mehrfach erweitert und es schliesslich an ihre Kinder übergeben. Vor dem Abriss hatte das Haus mehrere Jahre leer gestanden. Neben der Berit Klinik wurde 2016 die Augenklinik Bellavista eröffnet. Diese ist auf Ophthalmologie spezialisiert.

### Verkehr
Die Verbindung von St. Gallen über die Vögelinsegg, Speicher, Trogen und den Ruppenpass ins Rheintal ist schon im 13. Jahrhundert belegt. Das Teilstück über den Ruppen wurde im 19. Jahrhundert von Alois Negrelli zu einer guten Verbindung ausgebaut. im Abschnitt St. Gallen–Speicher erfuhr insbesondere die Wegführung über die weitgehend bewaldete Vögelinsegg über die Jahre eine Verbesserung: Anstelle der Steigung über die Birt wurde eine Schlaufe gezogen. Die sehr alte Verbindung nach Rehetobel führte durch das Chastenloch, die heutige Strassenverbindung von Rehetobel über Zweibrücken und durch Speicherschwendi nach St. Gallen bzw. Speicher datiert von Mitte 19. Jahrhundert.
Als West-Ost-Verbindung wurde im 19. Jahrhundert die Mittellandstrasse, die heutige Hauptstrasse 463, angelegt, die Speicher im Westen mit Teufen und Hundwil und im Osten mit Heiden und Rheineck verbindet.

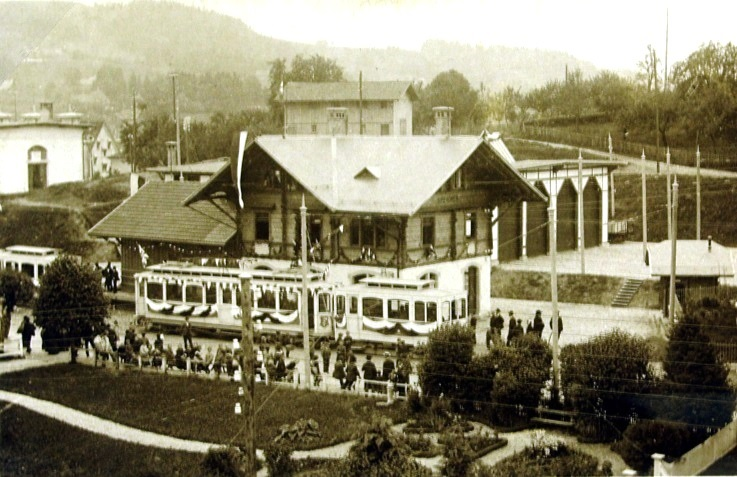
Einweihung der Trogenerbahn 1903: Bahnhof Speicher

Die Trogenerbahn ist die steilste Adhäsionsbahn der Schweiz, sie war von Anfang an elektrifiziert. Die ersten Projekte von 1872 und 1890 von Louis Kürsteiner hatten noch Dampfbahnen vorgesehen: Ein Vorschlag war die Fortführung der Bahn von Teufen nach Speicher und Trogen, ein anderer führte vom Krontal über Speicherschwendi nach Trogen. Als dank dem Kraftwerk Kubel Elektrizität verfügbar war, legte 1897 der Zürcher Ingenieur Du Riche-Preller ein neues Strassenbahn-Projekt über die Vögelinsegg vor. Um die Steigung auf dieser Strecke zu begrenzen, musste allerdings an der Vögelinsegg ein grosses Stück Fels weggesprengt werden. Ab 1902 wurde gebaut, 1903 konnte die Bahn eingeweiht werden. Seither wurde mehrfach modernisiert, so kamen ab 2004 die ersten Niederflur-Pendelzüge zum Einsatz. 2006 wurde die Trogenerbahn mit den Appenzeller Bahnen fusioniert. Seit 2018 ist die Bahnstrecke Appenzell–St. Gallen–Trogen durchgehend. Der alte Bahnhof, ein Holzchalet im Laubsägelistil, wurde 1997 durch einen modernen Bau ersetzt. Das eigenwillige Dach führte zu einigen Diskussionen.
Von Speicher führen Postautolinien nach Teufen und über Specherschwendi nach St. Gallen.

## Kultur und Freizeit

### Museum und Kunst

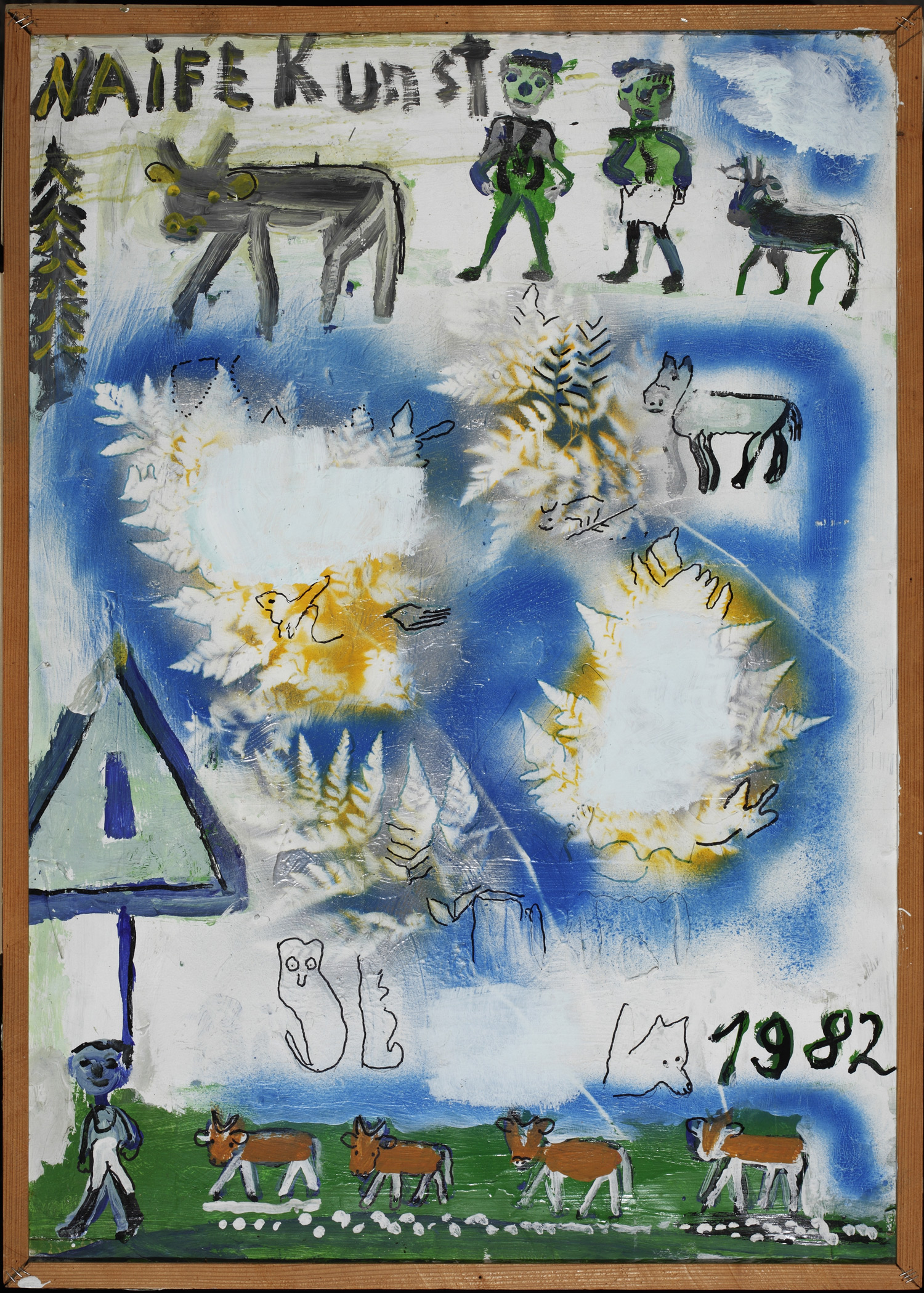
Hans Krüsi: Naife Kunst

In Speicher befindet sich das Museum für Lebensgeschichten, ein Projekt des Künstlers H. R. Fricker. Die Idee des Museums für Lebensgeschichten gewann 2005 den Wettbewerb «Kunst am Bau» des Alterszentrums Hof Speicher. Das Museum soll Lebensgeschichten von Personen aus der Region festhalten, die etwas Besonderes durchlebt oder geleistet haben. So sollen Geschichten erhalten bleiben und zukünftigen Generationen zugänglich gemacht werden. Der Bestand an Geschichten wird laufend ergänzt.
Hans Krüsi (1920–1995) ist in Speicher geboren, wuchs als Waise auf, war Knecht, Gärtner und schliesslich Blumenverkäufer auf der Zürcher Bahnhofstrasse. Im Alter von 55 Jahren begann er zu malen und Skulpturen zu fertigen. Krüsi gilt als wichtiger Vertreter der Art brut. Seine Kuh-Bilder wurden in bekannten Galerien ausgestellt.
Johann Ulrich Fitzi (1798–1855) lebte ab 1832 bis zu seinem Tod in Speicher. Fitzi schuf als Zeichner und Maler zahlreiche detailgetreue Ansichten von Dörfern und Landschaften im Appenzellerland.

### Musik
Die Musik hat in Speicher einen hohen Stellenwert. Seit 1810 sind dazu zahlreiche schriftliche Zeugnisse überliefert. Damals gelang es dem Dirigenten, Komponisten und Sänger Johann Heinrich Tobler, durch sein musikalisches und kulturelles Wirken in der Gemeinde eine «Singfreude» zu wecken. Darauf wurden Chöre und andere musikalische Formationen gegründet. Das Sängerfest auf Vögelinsegg vom 4. August 1825 stellt in der schweizerischen Sänger- und Chorgeschichte einen Meilenstein dar.
Der erste Männergesangsverein etablierte sich 1836 unter dem Namen «Harmonieverein». Zu Toblers Zeiten existierten zeitgleich bis zu vier verschiedene Männergesangsvereine in Speicher, die mittlerweile alle aufgelöst wurden. Im 19. Jahrhundert wurde der «Männerchor Schwendi» gegründet, der 1903 zum «Gemischten Chor Speicherschwendi» umgeformt wurde. Lehrer Hans Schläpfer (1920–1994) gründete 1950 den Jugendchor/Schülerchor «Gsängli», der bis heute besteht. 1982 wurde zudem das Jodelchörli Speicher ins Leben gerufen.
Für kurze Zeit gab es in der Gemeinde auch einen Orchesterverein. Im 19. Jahrhundert vergrösserte sich ein Streichquartett immer mehr, so dass nach einem Unterbruch im Ersten Weltkrieg über 24 Musiker im Orchester spielten. Nach Ende der beiden Weltkriege wurde der Orchesterverein nicht reetabliert.
1887 wurde die Musikgesellschaft gegründet, die 1950 zum Musikverein Speicher (MVS) umbenannt wurde. Die Blasmusik bereicherte zahlreiche Dorffeste und trat etwa bei der Einweihung der Trogenerbahn 1903 auf. 1957 erhielt der Verein wichtige Auszeichnungen am Eidgenössischen Musikfest in Zürich und erlangte somit nationale Bekanntheit. Seinen grössten Erfolg erzielte der Musikverein Speicher 1970 unter der Leitung von Ernst Graf in Luzern, als er erneut am Eidgenössischen Musikfest, diesmal in der höchsten Stärkeklasse, teilnahm. 1997 umrahmte der Musikverein Speicher die letzte Durchführung der Landsgemeinde in Hundwil musikalisch. 2005 führte er das 10. Kantonal-Musikfest in Speicher durch. Obwohl der Musikverein immer auch Nachwuchsförderung betrieb, nimmt der Mitgliederbestand kontinuierlich ab. Seit dem Abgang des letzten Dirigenten 2020 ist die Zukunft des Vereins offen.

### Bauwerke

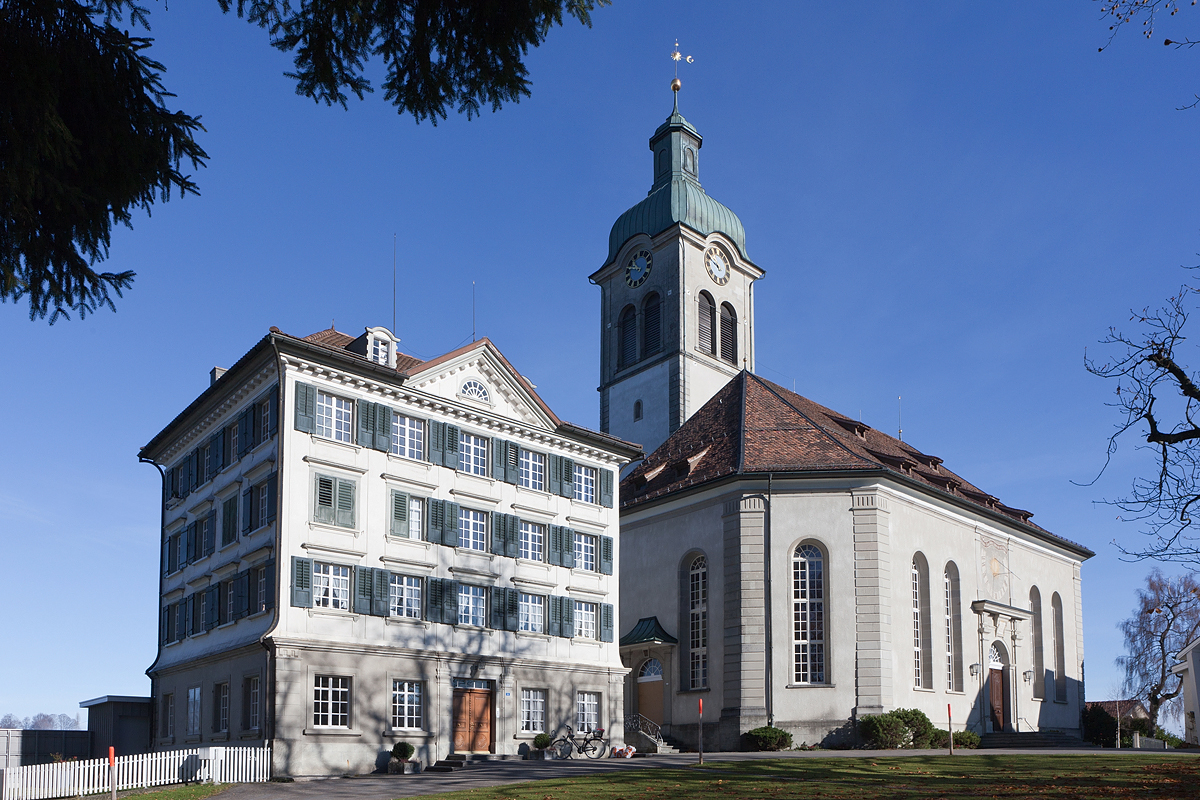
Die reformierte Kirche von Speicher, erbaut 1810

Die erste Kirche von 1614 stand bereits am selben Ort auf der leichten Anhöhe wie die heutige. Aus Platznot wurde diese 1723 teilweise abgebrochen und erweitert. In diese zweite Kirche schlug 1804 der Blitz und setzte den Turm in Brand. Man fasste den Entschluss zu einem Neubau. Die heutige Kirche wurde 1810 eingeweiht, sie ist ein Werk von Baumeister Konrad Langenegger aus Gais. Die achteckige, quer ausgerichtete Kirche ist aussen klassizistisch gestaltet, hat Rundbogenfenster und ein markantes Mittelportal mit einer Sonnenuhr. Der Predigtraum im Innern ist hell und kühl, die weissen Tonnendecken sind zurückhaltend mit Stuckaturen verziert.
Das Pfarrhaus (erbaut 1830/31 von Johannes Höhener), das Gemeindehaus (1807/08 vermutlich von Konrad Langenegger) und das Dorfschulhaus (1843/44 von Johannes Niederer und Elias Hilpertshauser) sind von einem klassizistischen Stil geprägt und tragen Walmdächer. Die älteren Bürgerhäuser sind dagegen meist Holzhäuser, tragen Querdächer und die Fassaden zeigen die typisch appenzellischen Reihenfenster.

### Sport
Einer der ältesten Vereine in Speicher ist der Turnverein. 1866 wurde er von zwölf Männern ins Leben gerufen. Seit 1909 trainiert er in der Turnhalle des Zentralschulhauses. 1914 wollte man in Speicher zum ersten Mal das Kantonalturnfest durchführen, das aber aufgrund des Ersten Weltkrieges nicht stattfinden konnte. 1916 führte der Frauenturnverein den ersten Kurs für Damenturnen aus. Beide Vereine bestehen bis heute.
In Speicher gibt es zwei Fussballclubs, den FC Speicher und den TSV. Der FC Speicher stellt zwei Aktivmannschaften, welche in der Saison 2015/2016 in der 4. und 5. Liga spielen. Ebenfalls verfügt der FC über eine Juniorenabteilung mit über 100 Spielern. Der TSV spielt in der Serie A des Ostschweizer Firmensportverbandes mit. Er erreichte in der Saison 2015 den Meistertitel in der Kategorie «Promotion».
Ein wichtiger Bestandteil der sportlichen Freizeitaktivitäten im Dorf ist das Skifahren. Aufgrund seiner günstigen Lage nahe der Bahnlinie und der sonnigen Wettersituation wird der Skilift in der Vögelinsegg auch von St. Gallern besucht. 1909 wurden die ersten Skikurse angeboten. 1922 wurde der dorfeigene Skiclub gegründet, der heute nicht mehr existiert. Der Skilift in der Vögelinsegg war der erste Skilift Europas, der eine beleuchtete Piste anbot. 1972 wurde ein zweiter Skilift, der sogenannte «Blattenskilift», eröffnet. Er ist – im Gegensatz zum Skilift Vögelinsegg – durch seine Kürze und Flachheit besonders für Anfänger und kleine Kinder geeignet.
Das Hallenbad Buchen wurde 1978 eröffnet. Das Gebäude umfasst ein grosses Schwimmbecken sowie den sogenannten «Buchensaal» oberhalb des Beckens. Aufgrund seines Alters wurde eine Renovation nötig: 2013 beschloss die Stimmbevölkerung die Sanierung des Saals und einzelne Verbesserungen am Gebäude für rund 4,3 Millionen Schweizer Franken. Die erste Etappe der Sanierung wurde 2015 abgeschlossen. Im Jahr 2020 wurde über eine erneute Sanierungsetappe abgestimmt. Danach soll die gesamte bestehende Infrastruktur erneuert sowie ein Planschbecken und eine Cafeteria gebaut werden. Die Kosten sind auf 7,5 Mio. Schweizer Franken veranschlagt, die Wiedereröffnung ist für Mai 2024 geplant. Da das Hallenbad Speicher eines der wenigen überdachten Schwimmbäder des Kantons Appenzell Ausserrhoden ist, nutzen auch andere Gemeinden dessen Angebote: Schwimmkurse, Aqua-Fit- und Wassergym-Kurse und ein Fitness-Raum.
Speicher ist eine Hochburg des Badmintons. 1989 wurde der Badmintonclub Trogen-Speicher gegründet. Die Trainings finden in der Turnhalle der Kantonsschule Trogen und in der Turnhalle des Zentralschulhauses Speicher statt. Der Verein ist erfolgreich und stellt viele Leute im regionalen Kader.
1976 wurde die Genossenschaft der Tennisanlagen «Hinterwies» gegründet. Für 1,3 Millionen Schweizer Franken wurde eine Tennishalle mit zwei Innenplätzen erbaut. Seit 1982 gibt es weitere vier Aussenplätze.

### Regelmässige Veranstaltungen
Wie in vielen Gemeinden des Kantons Appenzell Ausserrhoden findet in Speicher jedes Jahr im September die eintägige Viehschau statt. In Speicher wird der Anlass zusätzlich mit einem mehrtägigen Jahrmarkt verbunden, der immer vor dem Zentralschulhaus aufgebaut wird.

## Persönlichkeiten
- Hans Jörg Altherr (1731–1793), Baumeister, in Speicher geboren
- Johannes Altherr (1850–1928), Unternehmer und Politiker, in Speicher geboren
- Bartholomäus Anhorn der Ältere (1566–1642), evangelisch-reformierter Pfarrer und Historiker in Graubünden und Appenzell Ausserrhoden, in Speicher lebend von 1623 bis 1626. Verfasser der ersten Chronik über Speicher.
- Arthur Eugster (1863–1922), Bruder des Howard Eugster, Pfarrer, Kantons-, Regierungs- und Nationalrat, in der Obhut des Speicherer Pfarrers Gottlieb Lutz aufgewachsen. Verwaltungsrat der SBB und der Nationalbank. Mitbegründer der FDP Ausserrhodens
- Howard Eugster (1861–1932), religiös-sozialistischer Schweizer Redaktor, Politiker, Regierungs- und Nationalrat, in der Obhut des Speicherer Pfarrers Gottlieb Lutz aufgewachsen. «Weberpfarrer», Vordenker für die AHV
- Hans Krüsi (1920–1995), Maler, im Waisenhaus Speicher aufgewachsen
- John Kruesi (1843–1899), Maschinenbauer und langjähriger Partner von Thomas Edison, in Speicher heimatberechtigt und im Waisenhaus Speicher aufgewachsen
- Johann Bartholome Rechsteiner (1748–1818), Textilunternehmer, Gemeindepräsident, Landesbauherr, Landesfähnrich, Landeshauptmann und Landesstatthalter
- Margarete Matt-Kobler (1912–2003), Tapisserie-Künstlerin, in Speicher geboren
- Hansjörg Rekade (1946–2015), Zeichner, Grafiker, Cartoonist und Lehrer, in Speicher lebend von 1974 bis 2015
- Andreas Russenberger (* 1968), Schriftsteller und ehemaliger Bankmanager, in Speicher geboren und aufgewachsen
- Georg Leonhard Schläpfer (1766–1840), Textilunternehmer, in Speicher geboren
- Johannes Schläpfer (1725–1802), Textilunternehmer, in Speicher geboren
- Jakob Sprenger (1872–1951), Linguist, Repräsentant der Volapük-Bewegung, in Speicher geboren
- Lina Stadlin (1872–1954), Juristin, in Speicher geboren
- Catharina Sturzenegger (1854–1929), Journalistin und Abgesandte des Roten Kreuzes, in Speicher geboren
- Gabriel Walser (1695–1776), Pfarrer, Historiker, Geograf, Publizist; 1721–1745 streitbarer Pfarrer in Speicher, Verfasser einer «Appenzeller Chronick»
- Johann Jakob Zuberbühler (1723–1803), Arzt, Ratsherr, Landeshauptmann, Tagsatzungsgesandter, Landessäckelmeister, Landesstatthalter und Landammann, in Speicher geboren
- Johann Laurenz Zuberbühler (1733–1790), Textilunternehmer und Politiker, in Speicher geboren
- Johann Ulrich Zuberbühler (1784–1849), Kaufmann, Gemeindepräsident, Tagsatzungsgesandter und Landrat, in Speicher geboren

## Bilder

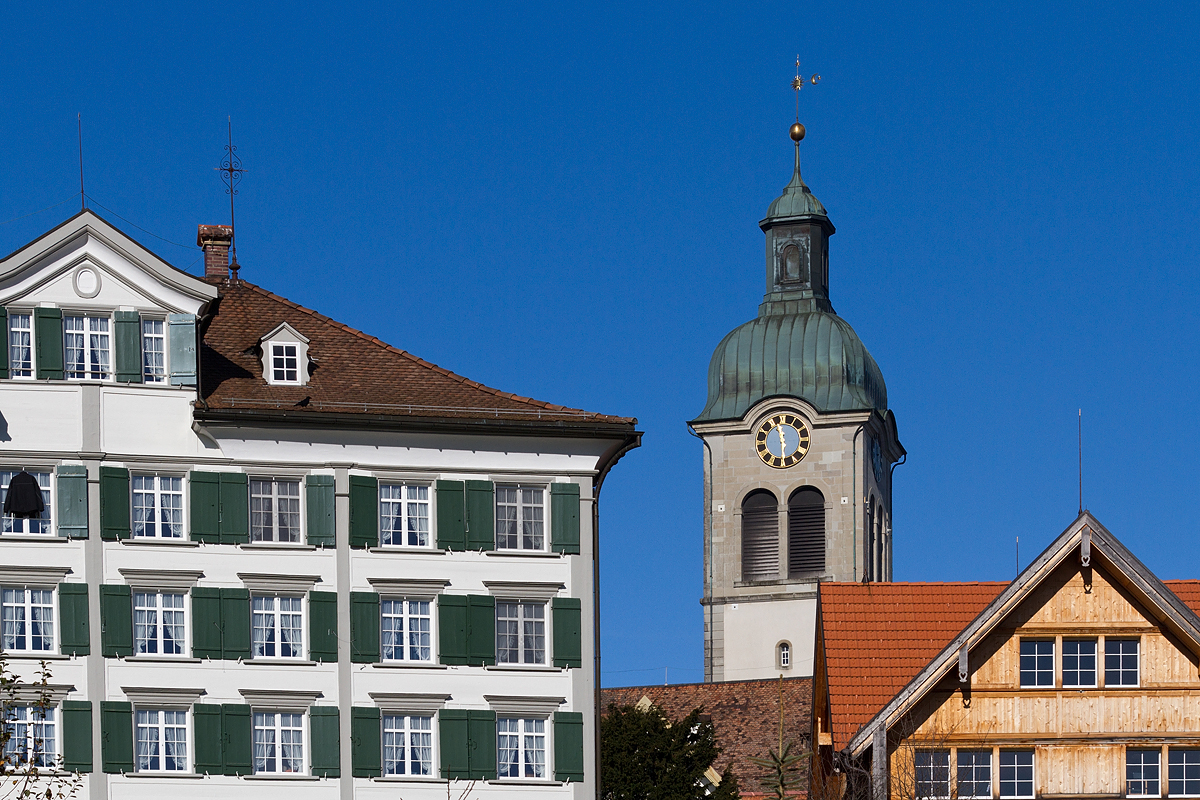
Gemeindehaus und Kirche
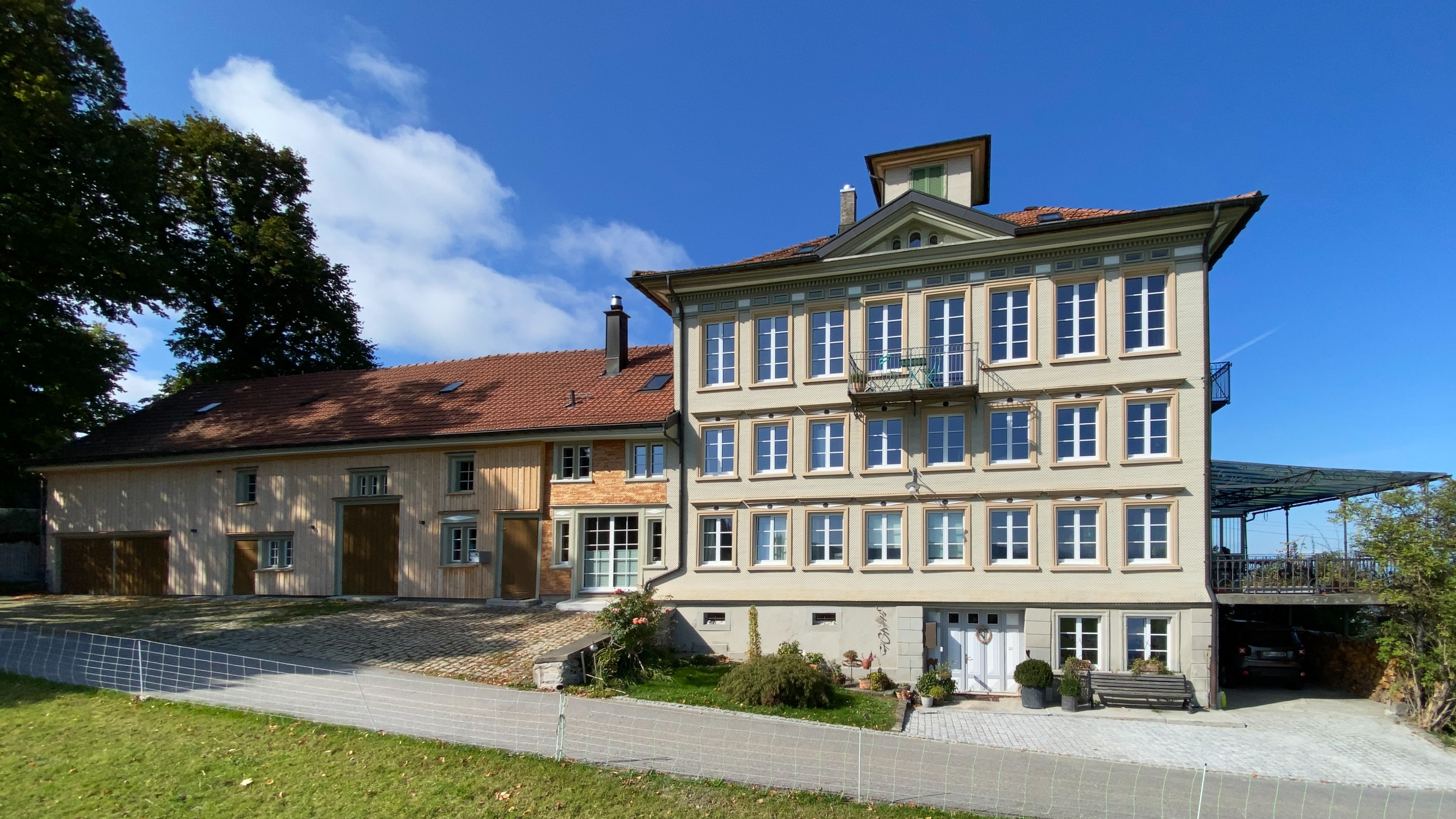
Ehemaliges Kurhaus Birt
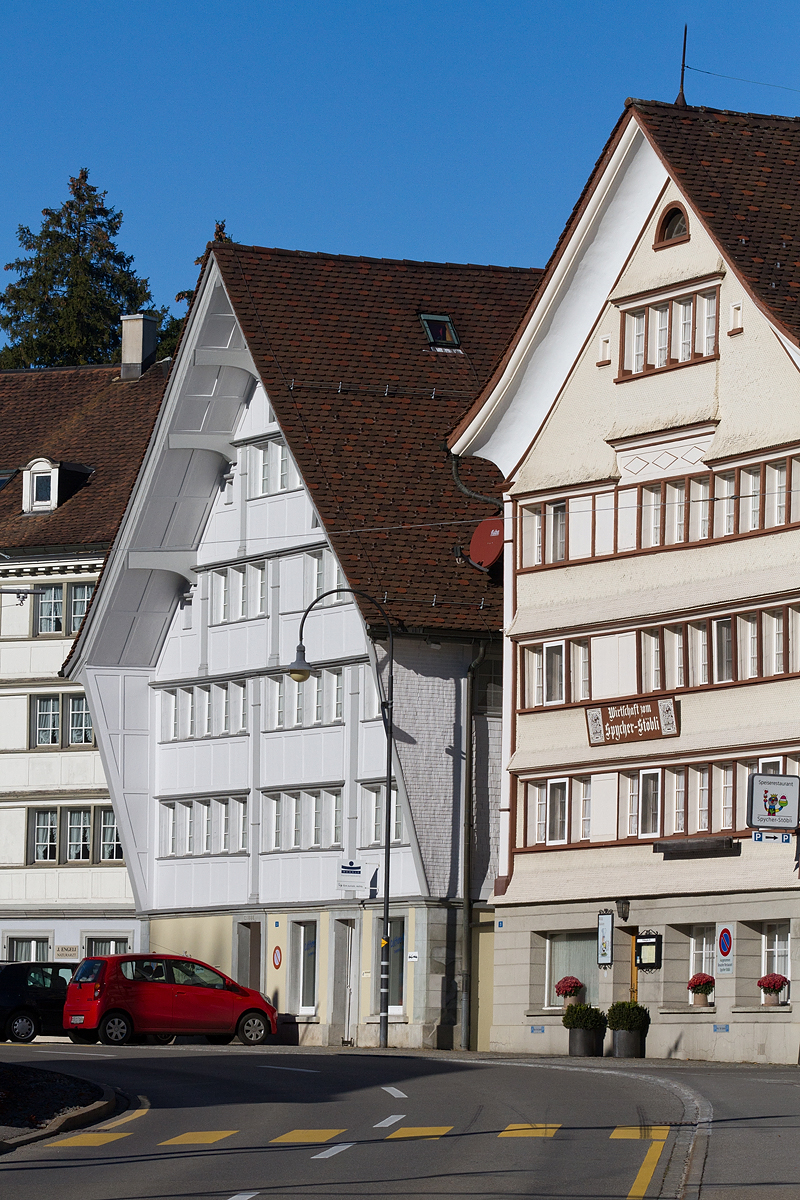
Hauptstrasse
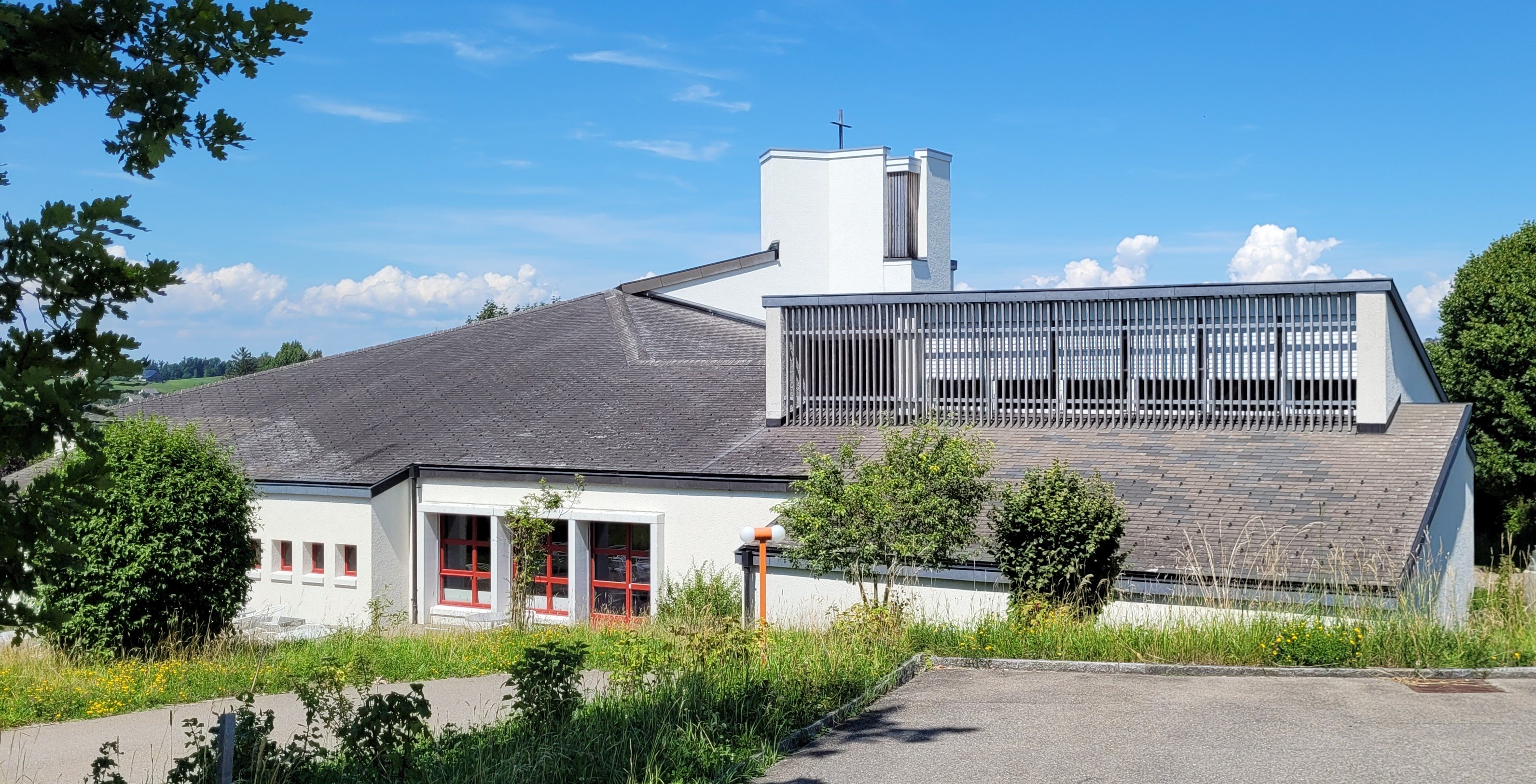
Katholische Kirche Speicher Trogen Wald in Speicher AR
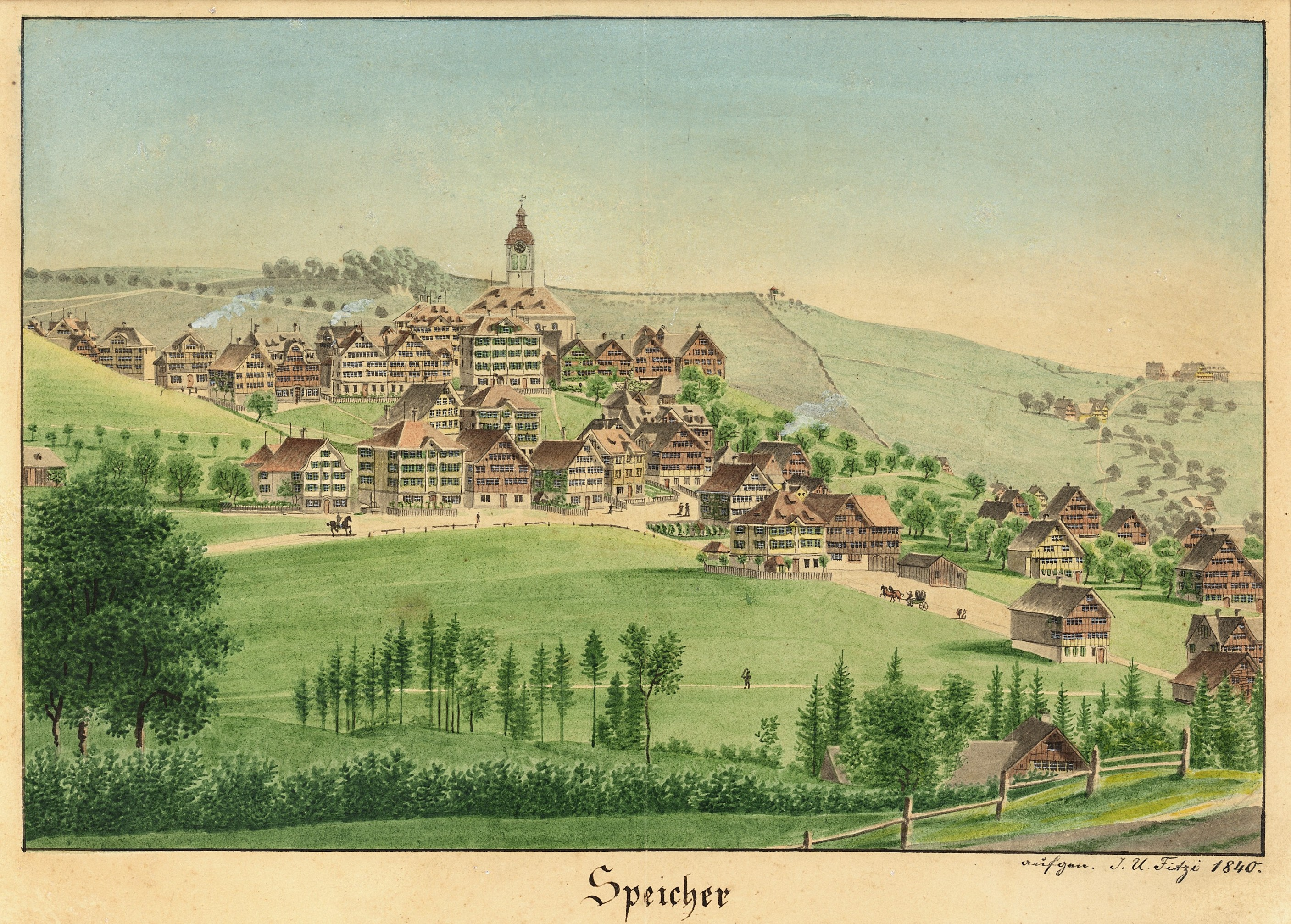
Speicher 1840: Dorfansicht von Johann Ulrich Fitzi